# Записки Піквікського клубу (фільм)
«Записки Піквікського клубу» — радянський двосерійний телефільм-спектакль режисера Олександра Прошкіна, що вийшов в 1972 році. Фільм знятий за мотивами роману  Чарльза Діккенса «Посмертні записки Піквікського клубу».

## Сюжет
Перша половина XIX століття. У центрі вистави безжурний, ексцентричний, наївний і зворушливий містер Семюел Піквік (Олександр Калягін) і його друзі — кумедні і милі диваки, які спостерігають життя, і потрапляють в силу своєї щирої наївності і простодушності в безглузді ситуації.

## У ролях
- Олександр Калягін —  містер Піквік, беззмінний президент Піквікського клубу
- Валентин Гафт —  Сем Уеллер, слуга містера Піквіка
- Михайло Козаков —  містер Джінгль, шахрай
- Ролан Биков —  Іов Троттер, слуга містера Джінгля
- Анастасія Зуєва —  місіс Уордль
- Євген Весник —  містер Уордль
- Інна Ульянова —  міс Речел Уордль
- Алла Балтер —  міс Емілі Уордль
- Тетяна Васильєва —  міс Арабелла Еллен
- Еммануїл Віторган —  містер Бен Еллен, брат Арабелли
- Олена Корольова —  Мері, служниця міс Арабелли
- Леонід Харитонов —  Джо, сонний слуга сімейства Уордль
- Дмитро Гошев — містер Тресі Тапмен, член клубу
- Валерій Носик — містер Натеніель Уинкль, член клубу
- Олександр Дік — містер Снодграсс, член клубу
- Леонід Каневський — містер Перкер, повірений
- Михайло Болдуман —  містер Фогг, адвокат
- Лев Штейнрайх —  містер Додсон, адвокат
- Тетяна Непомняща —  місіс Бардль, вдова, мати Томмі
- Людмила Гнилова —  малятко Томмі, син місіс Бардль
- Климентина Ростовцева —  місіс Клоппінс
- Микола Кондратьєв —  лютий візник
- Віктор Сергачов —  суддя
- Роман Фертман —  судовий пристав
- Готліб Ронінсон —  аптекар-присяжний
- Сергій Сафонов —  суддя, член клубу
- Василь Корнуков —  ув'язнений / глядач на маневрах
- Володимир Соколов —  містер Боб Сойєр, наречений Арабелли
- Яків Ромбро —  глядач на маневрах
- Андрій Дрознін —  глядач на маневрах / присяжний
- Владислав Буш —  глядач на маневрах / судовий секретар
- Микола Шавикін —  присяжний
- Микола Цорн —  присяжний
- Дмитро Шутов —  присяжний
- Геннадій Кочкожаров —  ув'язнений

## Знімальна група
- Автор сценарію:  Наталія Венкстерн
- Режисер-постановник:  Олександр Прошкін
- Композитор:  Давид Кривицький
- Текст пісень: Давид Самойлов
- Ведучий оператор: Віталій Сушко
- Оператори: В. Бишов; В. Рижов-Сочнов; Є. Фірер
- Художник-постановник: Маргарита Мукосєєва
- Художник по костюмах: Р. Каракулакова
- Асистент режисера: К. Велембовська
- Помічник режисера: Е. Лойк
- Художник-гример: З. Сурік
- Звукорежисер: Г. Зайцева
- Монтаж: В. Летошин
- Майстер по світлу: А. Смирнський
- Редактор: М. Тер-Аванесова
- Музичний редактор: І. Пааташвілі